# Universidad de Arte y Ciencias Sociales
Universidad de Arte y Ciencias Sociales – prywatna uczelnia w Chile, zlokalizowana w Santiago. 